# Elisabethkirche (Sachsenhagen)

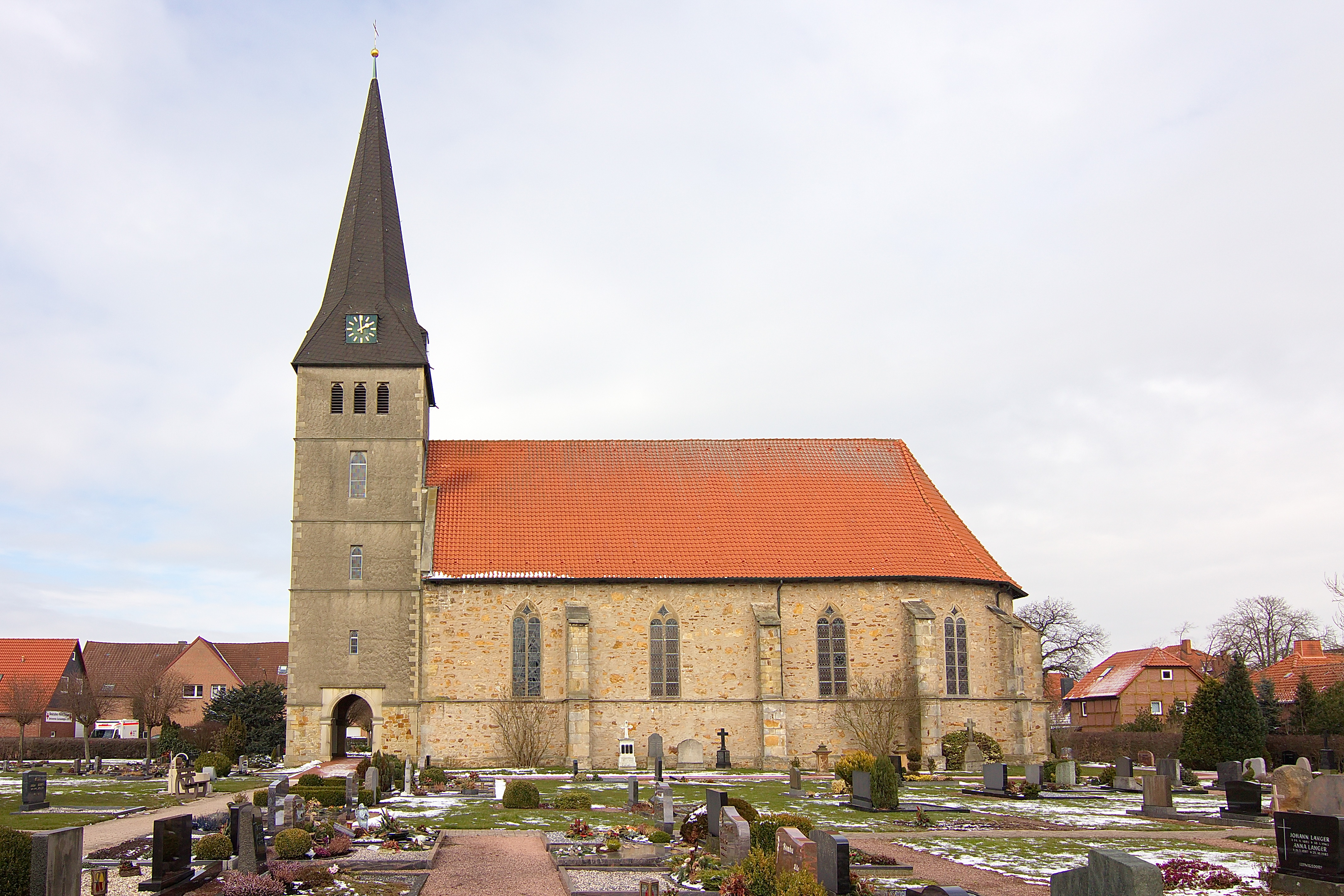
Elisabethkirche

Die evangelisch-lutherische Elisabethkirche steht auf dem Kirchfriedhof von Sachsenhagen, einer Stadt im Landkreis Schaumburg in Niedersachsen. Die Kirchengemeinde gehört zur Evangelisch-Lutherischen Landeskirche Schaumburg-Lippe.

## Geschichte
Sachsenhagen wurde 1650 mit der Verleihung des Stadtrechts durch Gräfin Amalie Elisabeth eine selbstständige Kirchengemeinde. Das beinhaltete auch das Recht zum Bau einer Kirche, die daraufhin in den Jahren 1663 bis 1676 außerhalb der Wasserburg errichtet wurde, zunächst ohne Kirchturm, weil das Geld dafür nicht reichte. Erst eine großzügige Spende ermöglichte im Jahre 1976 die Errichtung eines Kirchturms.

## Beschreibung
Die Hallenkirche hat den Kirchturm im Westen, ein dreischiffiges Langhaus und einen fünfseitig geschlossenen Chor. Es wurde versucht, dem Außenbau die Gestalt eines gotischen Sakralbaus zu geben. Das Mauerwerk des Langhauses und des Chors ist aus Bruchsteinen und wird von gestuften Strebepfeilern aus Quadermauerwerk gestützt, zwischen denen sich schlanke zweibahnige Maßwerkfenster oberhalb eines umlaufenden Kaffgesimses befinden. An der Nordseite sind zwei leicht spitzbogige Portale aus Sandstein mit profilierten Laibungen und Kämpfergesimsen.
Der Innenraum hat eine flache, von drei Paaren schlanker hölzerner, achteckiger Pfeiler getragene Holzbalkendecke. Die U-förmigen Emporen stehen auf Stützen mit geschweiften Kopfbändern. Die Kirchenausstattung ist barock, sie stammt im Wesentlichen vom Ende des 17. Jahrhunderts. Der Chor ist mit drei in der Höhe gestaffelten Durchgängen vom Langhaus abgesondert. Die beiden äußeren Durchgänge besitzen noch die ursprünglich torartigen Einfassungen, die mit Knorpelwerk geschmückt sind. Im Zentrum des zweigeschossigen Altarretabels von 1679 befindet sich ein großes Tafelbild mit der Darstellung des Abendmahls, gerahmt von gekuppelten ionischen Säulen und einem verkröpften Gebälk. Darüber ist in einer Ädikula eine Ölberggruppe gemalt. Ein Kruzifix und Putti bekrönen den gesprengten Giebel. Vor der polygonalen Brüstung der Kanzel stehen Statuetten der vier Evangelisten.